# Gramma
Genre
Gramma est un genre de poissons d'eau de mer tropicaux de la famille des Grammatidae qui se rencontrent dans l'Atlantique Ouest.

## Description
Les membres du genre Gramma sont vivement colorés avec généralement deux tonalités fortement différentes qui s'affrontent. Ils mesurent, selon les espèces, entre 6 cm et 10 cm.

## Liste des espèces
- Gramma brasiliensis Sazima, Gasparini & Moura, 1998
- Gramma dejongi Victor & Randall, 2010
- Gramma linki Starck & Colin, 1978
- Gramma loreto Poey, 1868
- Gramma melacara Böhlke & Randall, 1963